# Alles nur nach Gottes Willen
Alles nur nach Gottes Willen (in tedesco, "Tutto sia secondo la volontà di Dio") BWV 72 è una cantata di Johann Sebastian Bach.

## Storia
La cantata Alles nur nach Gottes Willen venne composta da Bach a Lipsia nel 1726 e fu eseguita per la prima volta il 27 gennaio dello stesso anno in occasione della terza domenica dopo l'epifania. Il libretto è tratto da testi di Salomo Franck per i primi cinque movimenti e di Albrecht von Brandenburg per il sesto.
Il tema musicale deriva dall'inno Was mein Gott will, das g'scheh allzeit, pubblicato nel 1528 all'interno del Trente et quatre chansons di Claudin de Sermisy.

## Struttura
La cantata è composta per soprano solista, contralto solista, basso solista, coro, violino I e II, oboe I e II, viola e basso continuo ed è suddivisa in sei movimenti:
1. Coro: Alles nur nach Gottes Willen, per tutti.
2. Recitativo e arioso: O sel'ger Christ, der allzeit seinen Willen, per contralto, violini e continuo.
3. Aria: Mit allem, was ich hab' und bin, per contralto, violini e continuo.
4. Recitativo: So glaube nun, per basso e continuo.
5. Aria: Mein Jesus will es tun, er will dein Kreuz versüßen, per soprano, oboe, archi e continuo.
6. Corale: Was mein Gott will, das g'scheh' allzeit, per tutti.